# Zajnietdin Achmietzianow
Zajnietdin Nizamutdinowicz Achmietzianow (tatar. Зайнетдин Низамутдинович Ахметзянов, ur. 9 września?/21 września 1897 we wsi Jangisain w rejonie gafurijskim w Baszkirii, zm. 30 stycznia 1990 w Ufie) – radziecki wojskowy, kapral, Bohater Związku Radzieckiego (1944).

## Życiorys
Był Tatarem, miał wykształcenie podstawowe. W latach 1919–1921 uczestniczył w walkach z armiami Nestora Machno i Semena Petlury, później pracował na roli, 1930-1941 był brygadzistą i kierownikiem magazynu w kołchozie "Kyzył Jar" w rejonie gafurijskim. W styczniu 1942 został powołany do Armii Czerwonej, 19 lipca 1944 jako saper 134 samodzielnego gwardyjskiego batalionu saperów 11 Gwardyjskiego Korpusu Pancernego 1 Gwardyjskiej Armii Pancernej 1 Frontu Ukraińskiego w stopniu kaprala brał udział w forsowaniu Bugu w rejonie Sokala, prowadząc saperów ze swojego plutonu mimo bombardowań i ostrzału wroga, 4 dni później forsował San, a 30 lipca 1944 Wisłę. Po wojnie wrócił do rodzinnej wsi, gdzie pracował w kołchozie im. Lenina, od 1981 mieszkał w Ufie. W szkole średniej w Jangisainie otwarto poświęcone mu muzeum.

## Odznaczenia
- Złota Gwiazda Bohatera Związku Radzieckiego (23 września 1944)
- Order Lenina
- Order Wojny Ojczyźnianej I klasy
- Order Wojny Ojczyźnianej II klasy
- Order Czerwonej Gwiazdy

I medale.